# Toàn Shinoda
Trần Vũ Toàn (18 tháng 5 năm 1987 – 24 tháng 7 năm 2014), thường được biết đến nhiều nhất với nghệ danh Toàn Shinoda, là một cố nam vlogger người Việt Nam.

## Tiểu sử
Tốt nghiệp cấp 3 lớp chuyên Anh tại trường THPT Hà Nội Amsterdam, Toàn Shinoda sang Mỹ học 4 năm tại trường Đại học Wesleyan chuyên ngành kinh tế với học bổng toàn phần Freeman (học bổng của Đại học Wesleyan, mỗi năm chỉ cấp cho 1 học sinh Việt Nam) dành cho sinh viên xuất sắc châu Á.
Sau khi tốt nghiệp, Toàn Shinoda trở về nước và làm việc trong ngành tài chính ngân hàng trong 3 năm trước khi chuyển qua tư vấn du học. Tính đến trước ngày mất, Toàn Shinoda là Phó tổng giám đốc của Công ty Tư vấn Giáo dục Golden Path Academics do chính anh và một người bạn sáng lập.

## Hoạt động làm vlog
Tuy học chuyên ngành kinh tế, nhưng Toàn Shinoda lại gây chú ý khi cho ra đời hàng loạt các vlog tạo nên cơn sốt trong giới trẻ. Với vốn tiếng Anh tốt khi là cựu học sinh chuyên tiếng Anh cùng kinh nghiệm của một cựu du hoc sinh Mỹ, anh tạo các vlog đầu tiên để dạy những cách thức, bí quyết để học tiếng Anh giỏi, bên cạnh việc hòa nhập vào môi trường du học. Từ vlog thứ tư trở đi, càng ngày Toàn càng tập trung vào các chủ đề xã hội gây tranh cãi như: văn hóa, điện thoại, giáo dục, thói quen chửi bậy, tính ghen ăn tức ở, các trào lưu giới trẻ, ảnh hưởng của truyện tranh,... và ở vlog cuối cùng (#20) là tình dục trước hôn nhân.
Được coi là một trong những người làm vlog sớm nhất tại Việt Nam, Toàn Shinoda thu hút hơn 1.000.000 người theo dõi trên Facebook và 600.000 người trên YouTube. Phần lớn các vlog của Toàn Shinoda đều mang tính chất châm biếm và có một số từ đệm chửi bậy.

## Hoạt động nghệ thuật
Bên cạnh làm Vlogger, Toàn Shinoda còn có đam mê với âm nhạc. Anh lập ra kênh YouTube "Toan Nobita Music" để sản xuất các bản nhạc cover, nhạc chế. Với khả năng hát và rap cả tiếng Anh, chơi guitar thùng lẫn guitar điện, anh sử dụng các lời mới do anh viết ra cho các bài hát quen thuộc để mỉa mai, chế giễu các hiện tượng xã hội như xe chính chủ, sự độc thân (FA - Forever Alone), hội chứng cuồng K-pop,...
Giữa tháng 3 năm 2013, Toàn Shinoda đưa ra bản cover các ca khúc V-pop dài hơn 6 phút gồm 18 ca khúc: Nơi tình yêu bắt đầu, Đừng ngoảnh lại, Hoang mang, Ước gì, Sẽ không còn nữa, Tìm lại bầu trời,...
Cuối năm 2013, Toàn Shinoda cho ra đời clip "Siêu liên khúc rap Việt", gồm các ca khúc: Lip, Thu cuối, Nghe là hiểu, Đừng ngoảnh lại.
Ngoài ra anh còn tham gia diễn xuất trong một số phim ngắn như 1001 ngày yêu và phim truyền hình Bão qua làng.

## Hoạt động xã hội
Toàn Shinoda tham gia hoạt động xã hội với VietAbroader, một tổ chức phi lợi nhuận do những sinh viên Việt Nam tại Mỹ thành lập và điều hành. Anh đã tham gia diễn giảng trong hội thảo du học Mỹ được VietAbroader tổ chức tại Trung tâm hội nghị quốc tế tại Hà Nội năm 2013, và tại khách sạn Daewoo Hà Nội năm 2014, vài ngày trước khi anh qua đời.

## Đời tư
Nghệ danh "Toàn Shinoda" của anh được lấy theo họ của Mike Shinoda từ nhóm nhạc Linkin Park mà anh hâm mộ.
Toàn Shinoda được đông đảo bạn trẻ ủng hộ khi công khai chuyện tình cảm với An Nguy vào đầu năm 2014. Tuy nhiên, cả 2 đã chia tay trước khi Toàn Shinoda qua đời.

## Thành tích
- Giải nhất bóng bàn & cầu lông Quận Ba Đình 2002[19]
- Giải nhất Toán thành phố Hà Nội 2003[3][4][19]
- Giải ba tiếng Anh Quốc gia 2005[3][4][19]

## Qua đời
Ngày 24 tháng 7 năm 2014, anh qua đời vào lúc 23:30 tại Bệnh viện 19-8, Bộ Công an Việt Nam do chứng suy hô hấp mãn tính, không lâu sau sinh nhật lần thứ 27.
Tang lễ Toàn Shinoda được cử hành vào hồi 9 giờ sáng 27 tháng 7 năm 2014 tại Nhà tang lễ bệnh viện 19-8, Hà Nội. Lễ truy điệu và đưa tang được tổ chức vào 11 giờ cùng ngày. Linh cữu của anh được đi hỏa táng tại Đài hóa thân Hoàn Vũ – Văn Điển, Hà Nội, theo di nguyện của anh và nguyện vọng của gia đình.
Do sự việc diễn ra quá đột ngột, bạn bè của Toàn Shinoda không tin anh đã mất và đã tới tận nhà Toàn Shinoda để chứng thực việc này.
Trong khi gia đình chưa lên tiếng về lý do mất của Toàn Shinoda, nhiều người đã tung tin anh tự tử hoặc lập các trang fanpage trên Facebook để lợi dụng cái chết của anh. Hành động ăn theo cái chết của Toàn Shinoda khiến cho những người thân của anh phẫn nộ. Bạn bè của Toàn Shinoda chỉ trích các hành động trên và mong cộng đồng mạng hãy để cho Toàn Shinoda được yên nghỉ.
Vào thời điểm sau ngày mất một năm, gia đình Toàn Shinoda đã được nhận nút Play mạ bạc từ YouTube, một giải thưởng ý nghĩa ghi nhận thành quả và cống hiến của anh.